# Irena Grochowska
Irena Grochowska (kiejtése:grokhovszka) (Morakowo, 1946. január 16. – 2020. július 24.) lengyel eszperantista, tanár. Civilszervezetek aktív képviselője, a Wągrowieci Lengyel Tanítók Szövetségének nyugdíjas tagozatának elnöke, eszperantista, amatőr színésznő, az Európa - Demokrácia - Eszperantó (EDE) Lengyel Szövetség titkára 2011-2013 között, 2013. októberétől, az EDE-Poland tanácsának tanácsadója, a Stanisław Moniuszko Tanárkórus elnöke, a Gyermekbarátok Társaságának Felülvizsgálati Bizottságának elnöke, a Wągrowieci Vakok Lengyel Egyesületének titkára, a Pałuki - Föld Társaság tagja.

## Életrajz
A kézműves családból származik, apja kovács volt. Az általános iskola befejezése után Czeszewoban a Toruńi Óvodai Pedagógiai Középiskolában tanult. 1965. szeptember 1.-jén pedagógusként kezdett el dolgozni a Popowo Kościelne Koścjelne állami óvodában igazgatóként, és 1972-ig ott dolgozott. Időközben befejezte Stefan Żeromski pedagóedagógiai tanulmányát Poznańban. 1972 és 1974 között általános iskolai tanárként dolgozott Morakowóban. A házasság kötése után Wągrowiecbe költözött, és tíz évig ott dolgozott óvodapedagógusként a wągrowieci 4. számú óvodában. Időközben befejezte 5 éves tanulmányait a Gdański Egyetemen Bölcsészettudományi Kar pedagógia szakán, majd 1984 és 2005 között a wągrowieci 9. számú óvoda igazgatójaként dolgozott. Szervezeti és menedzsment posztgraduális tanulmányait Bydgoszoszban végezte. 2005 óta nyugdíjas és aktívan képviseli a különböző nem civilszervezeteket, többek között. az EDE-Poland Szövetség titkára is. 

### Eszperantó tevékenysége
2009-ben kezdte el tanulni az eszperantót. 2011. március 11-én társalapítója volt az Európa - Demokrácia - Eszperantó Lengyel Egyesületnek (EDE-Lengyelország), kezdettől fogva az EDE-Lengyelország titkára. 2009-ben a Lengyel Tanítók Szövetségének kongresszusán, Krystyna Łybacka lengyel oktatási miniszter jelenlétében eszperantó nyelvért lobbizott. 2012. október 17-én aktívan részt vett az "Eszperantó nyelv 125 éve" eszperantó kiállítás előkészítésében a lengyel szenátusban, és ugyanazon a napon részt vett az eszperantó is. A város és a Wągrowiec körzet hatóságaival folytatott közvetlen kapcsolatfelvétele során lett a városban a Ludwik Zamenhof tér, az Eszperantói Kultúra Központja és az EDE-Poland hivatalos központja a Wągrowieci Kerületi Könyvtárban. 

## Kitüntetések
- Ora Kruco de Merito - a kiemelkedő pedagógiai munkájáért
- Medalo pro la merito al Klerigo
- Blanka Aglo - 2013
- Ora Insigno de Pola Asocio de Instruistoj
- Ora Insigno kun Laŭro
- Premio de la Blazono de la Wągrowiec-Distrikto
- Medalon de 625-jaroj de la Urbo Wągrowiec
- Medalon pro la meritoj en la agado por Pola Asocio de Skoltoj
- Honoran Premion de la Urbo' Wągrowiec
- Oran Insignon de la Pola Asocio de Instruistoj
- Medalon okaze de la "25 JAROJ de AŬTONOMECO" en Pollando
- Gratul-letero de la Senatano de Respubliko Pollando - 2017

## Fordítás
- Ez a szócikk részben vagy egészben  az   Irena Grochowska című eszperantó Wikipédia-szócikk ezen változatának fordításán alapul.  Az eredeti cikk szerkesztőit annak laptörténete sorolja fel. Ez a jelzés csupán a megfogalmazás eredetét és a szerzői jogokat jelzi, nem szolgál a cikkben szereplő információk forrásmegjelöléseként.